# Patricia Chauvet
Patricia Chauvet (Villeneuve-Saint-Georges, 11 maggio 1967) è un'ex sciatrice alpina francese.
In seguito al matrimonio assunse anche il cognome del coniuge e gareggiò come Patricia Chauvet-Blanc.

## Biografia
Slalomista pura in attività tra la fine degli anni 1980 e il decennio successivo, Patricia Chauvet, nata presso Parigi e residente a Briançon, debutto in campo internazionale in occasione dei Mondiali juniores di Sugarloaf 1984; in Coppa del Mondo ottenne il primo piazzamento il 30 novembre 1987 a Courmayeur (5ª) e il primo podio il 19 dicembre seguente a Piancavallo (2ª). Esordì ai Giochi olimpici invernali a Calgary 1988, dove si classificò al 14º posto, e ai Campionati mondiali a Saalbach-Hinterglemm 1991, dove si piazzò 7ª.
Ai XVI Giochi olimpici invernali di Albertville 1992 si classificò al 6º posto; nella stagione seguente conquistò l'unica vittoria in Coppa del Mondo, il 24 gennaio 1993 a Haus, e prese parte ai Mondiali di Morioka 1993, dove fu nuovamente 7ª. L'anno dopo ai XVII Giochi olimpici invernali di Lillehammer 1994 non completò la prova, mentre ai Mondiali di Sierra Neveda 1996 vinse la medaglia d'argento.
Ottenne l'ultimo podio in Coppa del Mondo il 29 dicembre 1996 a Semmering (2ª) e ai successivi Mondiali di Sestriere 1997, sua ultima presenza iridata, si classificò al 4º posto; ai XVIII Giochi olimpici invernali di Nagano 1998, sua ultima presenza olimpica, non completò la prova e prese per l'ultima volta il via in Coppa del Mondo il 1º marzo dello stesso anno a Saalbach-Hinterglemm, senza completare la prova. Si ritirò al termine di quella stessa stagione 1997-1998 e la sua ultima gara fu uno slalom speciale FIS disputato il 3 aprile a Valfréjus.

## Palmarès

### Mondiali
- 1 medaglia:
  - 1 argento (slalom speciale a Sierra Nevada 1996)

### Coppa del Mondo
- Miglior piazzamento in classifica generale: 17ª nel 1993
- 12 podi (tutti in slalom speciale):
  - 1 vittoria
  - 4 secondi posti
  - 7 terzi posti

#### Coppa del mondo - vittorie
| Data            | Località | Paese   | Specialità |
| --------------- | -------- | ------- | ---------- |
| 24 gennaio 1993 | Haus     | Austria | SL         |

Legenda:

SL = slalom speciale

### Campionati francesi
- 3 medaglie (dati parziali fino alla stagione 1994-1995)[2]:
  - 2 ori (slalom speciale[senza fonte] nel 1988; slalom speciale nel 1996)
  - 1 argento (slalom speciale nel 1998)